# اندیس رود شلنگ
رود شلنگ یک اندیس فلزی است که در حوالی شهر چار گنبد استان کرمان قرار دارد و مادهٔ معدنی موجود در آن، طلا است.سنگ میزبان این اندیس سنگ‌های ولکانیک_رسوبی، مجموعه آمیزه رنگین است و دیرینگی آن به دوران الیگومیوسن می‌رسد. در این اندیس، پاراژنز‌های کالکوپیریت، مالاکیت، باریت، کوارتز یافت می‌شوند.